# Байтыков, Сугирбай Байтыкович
Сугирбай Байтыкович Байтыков (1917 — 15 июня 1957) — педагог, учёный, общественный деятель.

## Биография
Сугирбай Байтыкович родился в 1917 году в колхозе Кайка-Бистау Жуалынский район Жамбылской области в семье бедного крестьянина.
Как и многие подростки того времени, он занимался работой с тринадцати лет. Сугирбай окончил рабочий факультет и поступил на исторический факультет Алматинского государственного педагогического института имени Абая, который окончил в 1941 году.
В июле 1941 года был призван в ряды Красной Армии, участвовал в боях против немецко-фашистских захватчиков в качестве командира стрелковой роты 125-й стрелковой дивизии. За подвиги на полях сражений в Великой Отечественной войне награжден орденами «Красной Звезды», «Отечественной войны» I и II степени. Воинское звание: старший лейтенант.
В послевоенные мирные годы работал в государственном педагогическом институте имени Абая (ныне университет имени Абая) старшим преподавателем, деканом. Вступив на путь науки, Сугирбай Байтыкович успешно защитил кандидатскую диссертацию в 1953 году.
В марте 1956 года вступил в должность ректора Гурьевского педагогического института. За короткий период своей деятельности С. Байтыков принимал активное участие в общественной жизни города Гурьев (Атырау) и области. Был членом Гурьевского горкома партии, депутатом горсовета. К сожалению, 15 июня 1957 года в возрасте 40 лет он внезапно умер.